# جيمس فيليرز
جيمس فيليرز (بالإنجليزية: James Villiers)‏ هو ممثل بريطاني، ولد في 29 سبتمبر 1933 بلندن في المملكة المتحدة، وتوفي في 18 يناير 1998 في المملكة المتحدة.

## أعمال

### أفلام
- (1963) قتل بعدو الفرس
- (1981) من أجل عينيك فقط[5][6][7]
- (1984) تحت البركان

## وصلات خارجية
- جيمس فيليرز على موقع IMDb (الإنجليزية)
- جيمس فيليرز على موقع ألو سيني (الفرنسية)
- جيمس فيليرز على موقع ميوزك برينز (الإنجليزية)
- جيمس فيليرز على موقع أول موفي (الإنجليزية)
- جيمس فيليرز على موقع قاعدة بيانات برودواي على الإنترنت (الإنجليزية)
- جيمس فيليرز على موقع قاعدة بيانات الأفلام السويدية (السويدية)
- جيمس فيليرز على موقع قاعدة بيانات الفيلم (الإنجليزية)
- جيمس فيليرز على موقع كينوبويسك (الروسية)